# Хотча (Стропков)
Хотча (слч. Chotča) насељено је мјесто са административним статусом сеоске општине (слч. obec) у округу Стропков, у Прешовском крају, Словачка Република.

## Становништво
| Година:    | 1994. | 2004.   | 2014.   | 2024.    |
| ---------- | ----- | ------- | ------- | -------- |
| Број људи: | 529   | 569     | 590     | 652      |
| Разлика:   |       | +7,56 % | +3,69 % | +10,50 % |

| Година:    | 2023. | 2024. |
| ---------- | ----- | ----- |
| Број људи: | 652   | 652   |
| Разлика:   |       | +0 %  |

Према подацима о броју становника из 2024. године насеље је имало 652 становника.